# El viaje del héroe (libro)
El viaje del héroe. Joseph Campbell en su vida y obra (en inglés The Hero's Journey: Joseph Campbell on His Life and Work) es una biografía del mitólogo Joseph Campbell (1904-1987). En la forma de una serie de conversaciones, el libro fue extraído de la película The Hero's Journey: A Biographical Portrait (El viaje del héroe. Un retrato biográfico).
Este libro fue publicado originalmente por HarperCollins en 1990. Una segunda edición fue publicada en 1999 por Element Books, que cerró semanas después del lanzamiento del libro, dejándolo fuera de impresión otra vez hasta que otra nueva edición fuera publicada por New World Library en 2003, en anticipación del centenario del nacimiento de Campbell. Esta edición fue el séptimo título de las Obras completas de Joseph Campbell editadas por la fundación homónima.

## Recepción de la crítica
Publishers Weekly dijo que los lectores de los trabajos anteriores de Campbell disfrutarían de El viaje del héroe, mientras que Library Journal afirmó que el libro se basó en información conocida anterior sobre Campbell.